# Acrulogonia incompta
Acrulogonia incompta är en insektsart som beskrevs av Young 1977. Acrulogonia incompta ingår i släktet Acrulogonia och familjen dvärgstritar. Inga underarter finns listade i Catalogue of Life.